# Heumarktstraße 3 (Deidesheim)
Das Gebäude Heumarktstraße 3 in der pfälzischen Landstadt Deidesheim ist ein alter Winzerhof, der nach dem Denkmalschutzgesetz des Landes Rheinland-Pfalz als Kulturdenkmal eingestuft ist.
Das langgestreckte Wohnhaus wurde im 18. Jahrhundert auf einem Vorgängergebäude errichtet, das aus 16. Jahrhundert stammt. Es ist ein eingeschossiges Hochkellerhaus, welches ein Satteldach trägt, und gegenüber der Grundschule im historischen Stadtkern des Ortes steht. Es war einst das Wohnhaus des Deidesheimer Schultheißen Traitteur und ist besonders wegen seiner Durchfahrt im Stile der Renaissance interessant, die in den Innenhof führt. Sie ist beiderseits mit Pilastern versehen, deren Abschluss ionische Kapitellen bilden; das Gebälk ist mit Beschlagwerk geschmückt, ebenso wie die Stühle der Pilaster. Die Durchfahrt stammt aus dem Jahr 1596 und ist wegen ihrer aufwändigen Bearbeitung einzigartig in der Verbandsgemeinde Deidesheim.
Die Nebengebäude stammen aus dem 18. Jahrhundert, sind später jedoch baulich verändert worden.